# Teoria del vaccino orale antipolio all'origine dell'AIDS
La teoria del vaccino orale antipolio all'origine dell'AIDS è una teoria, non accreditata dalla comunità scientifica internazionale, affermante che l'epidemia di HIV/AIDS si sia sviluppata alla fine degli anni cinquanta a causa della contaminazione di uno o più lotti di vaccini orali antipolio con un SIVcpz, un virus degli scimpanzé ritenuto dalla comunità scientifica il progenitore del virus HIV-1. Studi filogenetici e modelli di biologia molecolare contraddicono la teoria e di conseguenza la maggioranza della comunità scientifica considera l'ipotesi confutata.
Secondo questa teoria, l'origine è dovuta a sperimentazioni effettuate fra il 1957 e il 1960 nell'allora Congo Belga e nel Ruanda-Urundi (attuali Repubblica Democratica del Congo, Ruanda e Burundi) su oltre un milione di persone con un vaccino sperimentale denominato CHAT e sviluppato da Hilary Koprowski dell'Istituto Wistar di Filadelfia.
La comunità scientifica internazionale ha confutato valutando che le prove disponibili non supportano questa teoria.

## La basi della teoria

### HIV e virus delle scimmie
Due sierotipi di HIV sono noti nell'uomo: HIV-1 e HIV-2. Nonostante entrambi i virus siano in grado di provocare immunodeficienza nell'uomo (AIDS), le due specie sono a tal punto diverse fra loro da necessitare di due test distinti per l'individuazione. È largamente accettato dalla comunità scientifica che ambedue i virus derivino da virus delle scimmie (SIV). Nello specifico si considera che il progenitore del virus HIV-2 sia il SIVsm, un virus ritrovato naturalmente nelle scimmie della specie cercocebo moro, mentre si ritiene che il progenitore del virus HIV-1 sia il SIVcpz, un virus degli scimpanzé. Diverse teorie sono state sviluppate per spiegare come possa essere avvenuto questo passaggio fra specie (zoonosi), in considerazione anche della capacità di trasmissione relativamente bassa di queste specie di virus.

### Teoria dominante e altre teorie comparabili
La teoria dominante (a volte definita teoria del cacciatore) propone che il passaggio del virus sia avvenuto involontariamente durante la macellazione delle carni di scimmia, consumate come alimento in molte regioni dell'Africa. Altre teorie però ritengono che la teoria del cacciatore non sia sufficiente a spiegare l'insorgenza della pandemia di AIDS solo nel XX secolo, visto che le scimmie fanno parte della dieta africana da centinaia, se non migliaia di anni.
La teoria del riutilizzo seriale delle siringhe non-sterili completa la teoria del cacciatore proponendo che la diffusione e l'adattamento del virus al corpo umano sia avvenuto attraverso il riutilizzo ripetuto in Africa di aghi non sterilizzati durante le campagne di vaccinazione e le cure ospedaliere ordinarie. L'Organizzazione mondiale della sanità (OMS) ha riconosciuto il problema della sterilizzazione degli strumenti medici come un'emergenza per molti paesi in via di sviluppo.
Un'altra teoria (poco discussa) riapre il capitolo delle sperimentazioni con sangue e tessuto di scimmie, effettuate nel XX secolo. Nella letteratura medica si incontravano fra il 1922 e il 1955 "diversi casi in cui a umani era stato iniettato sangue di scimmia contenente parassiti della malaria" per scopi terapeutici.
Una variante di quest'ultima pone l'attenzione, invece, sugli "innesti testicolari" effettuati da Serge Voronoff a centinaia di persone soprattutto nella prima metà del secolo, in cui pezzetti di testicoli, in particolare di scimpanzé, venivano iniettati nel muscolo retto dell'addome o nella borsa scrotale.
La teoria del vaccino orale antipolio propone invece che il passaggio del virus dalle scimmie all'uomo sia dovuto a vaccini sperimentali antipolio contaminati.

### Produzione dei vaccini antipolio e SV40
Come per molti altri vaccini, il procedimento alla base della produzione di vaccini antipolio consiste nella coltivazione su scala industriale dei vari ceppi del virus della poliomielite in colture di tessuti animali o linee cellulari umane. Nel caso specifico dei vaccini orali antipolio durante tutto il XX secolo sono state utilizzate colture di tessuti di rene di scimmia.
I vaccini antipolio si dividono essenzialmente in due tipi: vaccini inattivati contenenti virus uccisi, iniettati per via intramuscolare, e vaccini attenuati contenenti virus vivi ma privati dell'attività patogena, somministrati per via orale. Il ricercatore Jonas Salk sviluppò il primo vaccino inattivato ritenuto sicuro ed utilizzato per le campagne di vaccinazione di massa effettuate a partire dal 1954 negli Stati Uniti, seguito poi dal vaccino orale attenuato sviluppato da Albert Sabin e sperimentato con successo alla fine degli anni Cinquanta in URSS. Durante tutti gli anni Cinquanta venivano utilizzate, nella produzione di ambedue i vaccini, esclusivamente scimmie asiatiche (Macaco rhesus). Nel 1960 però si scoprì che questo tipo di scimmie risultava naturalmente infetto con un virus, denominato poi SV40.
L'identificazione dell'SV40 e il suo ritrovamento in numerosi lotti di vaccini sia Salk che Sabin provocarono una certa apprensione nella comunità scientifica, poiché un primo test dimostrava il potere cancerogeno di questo virus nei criceti.
Il Dr. Koprowski, uno dei pionieri nella ricerca di un vaccino antipolio, aveva proposto energicamente di non usare più scimmie nella produzione dei vaccini, in quanto altri virus non identificati potevano nascondersi nelle colture di tessuti di rene di scimmia.
Invece di passare a linee di cellule umane (HCL), come proposto da Koprowski, si scelse semplicemente di abbandonare l'impiego di scimmie asiatiche, infettate in gran percentuale dall'SV40, e di utilizzare scimmie africane, che invece risultavano essere prive di questo agente virale.
Con le prime osservazioni sulla popolazione vaccinata con i vaccini contaminati dall'SV40 la comunità scientifica si tranquillizzò, poiché sembrava che la sorte avesse voluto che questo virus fosse innocuo nell'uomo (anche se studi recenti hanno riaperto il caso).
I sostenitori della teoria del vaccino orale antipolio sostengono che il caso dell'SV40 rappresenti un precedente che avvalora la plausibilità del passaggio dalle scimmie all'uomo attraverso vaccini antipolio dei virus progenitori degli HIV.

### Le sperimentazioni nel Congo belga e nel Ruanda-Urundi
È generalmente accettato dalla comunità scientifica che l'epicentro dell'epidemia di HIV-1 è l'Africa Sub-sahariana. I primi studi degli anni Ottanta puntavano soprattutto alla zona dei grandi laghi, mentre gli studi più moderni si focalizzano in un'area più a Ovest (Camerun).
La traccia più vecchia di HIV-1 nell'uomo è del 1959 ed è stata rinvenuta in un campione di sangue prelevato nell'allora Leopoldville (attuale Kinshasa, Rep. Dem. del Congo).
La teoria del vaccino orale antipolio ipotizza che in particolare i vaccini contaminati fossero quelli somministrati nella prima sperimentazione di massa effettuata nell'allora Congo belga fra il 1957 e il 1960, in cui più di un milione di persone furono vaccinate con il vaccino orale antipolio denominato CHAT, sviluppato dal Dr. Hilary Koprowski, neo-direttore dell'Istituto Wistar di Philadelphia.
Sulle vaccinazioni nel Congo belga già all'epoca l'OMS aveva sollevato dubbi sulla sicurezza e le modalità di sperimentazione.
Per via delle tensioni e per lo scoppio della guerra civile non è stato possibile sorvegliare l'efficacia della vaccinazione e con il tempo la maggior parte dei documenti è andato perduto. In ogni caso l'esperimento aveva perso di valore perché i risultati ottenuti dal vaccino concorrente (quello di Albert Sabin) surclassavano il vaccino di Koprowski.

## Storia e evoluzione della teoria

### L'articolo diRolling Stone
La teoria acquista risalto con la pubblicazione nel marzo 1992 dell'articolo di Tom Curtis su Rolling Stone.
Curtis aveva concordato con il ricercatore Blaine Elswood che una versione scientifica fosse pubblicata su una rivista scientifica. L'articolo preparato da Blaine Elswood, in collaborazione con il ricercatore Raphael Stricker, fu dapprima rifiutato dal "British Medical Journal", ma poi fu accettato da "Research in Virology", che però tardò più di un anno prima di pubblicarlo.
La rivista Science criticò aspramente le argomentazioni di Curtis. 
Ma non tutti i ricercatori accettavano di definire l'ipotesi una pura speculazione. 
Curtis, precisando che l'autore della teoria era Elswood e che un articolo scientifico sarebbe stato presto pubblicato, replicò che non gli si poteva negare di essere stato sensibile a "non demonizzare la scienza medica in generale o alcun ricercatore o scienziato in particolare".
L'intervento di Curtis in "Science" stimolò una presa di posizione del Dr. Koprowski, mentre il Wistar Institute, l'ente che Koprowski aveva diretto dal 1957 al 1991 e sotto cui aveva effettuato le campagne di vaccinazioni in Congo, aveva affidato ad un gruppo di esperti la valutazione della plausibilità della teoria. I risultati del gruppo di esperti furono presentati in modo inconsueto il 18 settembre 1992 in una conferenza stampa. 
Le conclusioni furono raccolte in un rapporto di poche pagine che però non fu mai pubblicato.
Ancora Curtis scrisse a "Science", ma la risposta di Koprowski fu l'apertura di una causa legale nei confronti di Curtis e "Rolling Stone".

### Brian Martin e la "soppressione di dissenso"
Già nel 1987 un ricercatore indipendente di nome Louis Pascal era giunto alle stesse conclusioni di Curtis e Elswood, ma a causa di disguidi, disinteresse e una lunga serie di rifiuti da parte delle riviste scientifiche, non era riuscito a pubblicarle. Il suo articolo viene pubblicato solo a fine 1991 come Working Papers dell'Università di Wollongong, con l'appoggio del professore Brian Martin della facoltà di Science and Technology Studies, che ritiene che le difficoltà di pubblicazione di Louis Pascal siano un caso esemplare di "soppressione di dissenso".
Brian Martin ha studiato la controversia dal punto di vista sociologico pubblicando diversi articoli sul tema.
Nel 1996 il giornalista scientifico australiano Julian Cribb ha pubblicato il libro "The White Death", che racconta lo sviluppo della teoria e fornisce alcuni elementi inediti sulla vicenda.

### Edward Hooper e Bill Hamilton
Nel 1999, Edward Hooper racchiuse la sua ricerca in un volume di più di mille pagine dal titolo The River. A journey back to the source of HIV and AIDS.
Il libro di Hooper non poteva che rilanciare la discussione e l'eco sulla stampa (anche non scientifica) fu notevole.
Le ricerche di Hooper sono state appoggiate da Bill Hamilton, rispettato biologo evoluzionista e autore della prefazione del libro "The River", che sosteneva che i fallimenti nel riconoscere gli errori scientifici del passato porteranno solo ad errori simili in futuro. Hamilton è deceduto per una malattia contratta in Africa, durante un viaggio in Congo alla ricerca di dati a verifica della teoria.

### Royal Society e Accademia dei Lincei
Nel 2000 la Royal Society, su spinta di Bill Hamilton, ha tenuto un meeting di discussione sull'origine dell'AIDS; la teoria del vaccino orale antipolio è stato uno dei temi centrali della discussione.
Al meeting, tre laboratori indipendenti hanno comunicato i risultati dei test effettuati su vecchi campioni del vaccino di Koprowski, che Hooper aveva richiesto nel libro "The River". I test hanno confermato la posizione di Koprowski: i suoi vaccini erano stati prodotti utilizzando scimmie inferiori e non scimpanzé e non si riscontravano tracce di SIV o HIV, ma questi test non sono né documentati né controstimati e i dubbi sulla loro "bontà" serpeggiano.
Alla fine degli incontri, Robin Weiss, co-organizzatore del meeting, ha precisato che la teoria, sebbene confutata, era plausibile e deve dunque essere un invito alla prudenza nell'introduzione di trattamenti medici derivati da tessuti animali, come i vaccini vivi attenuati e gli xenotrapianti. Un secondo meeting di discussione si è tenuto a Roma all'Accademia Nazionale dei Lincei, il 28-29 settembre 2001.

### Documentario "The Origins of AIDS"
Nel 2003 una piccola casa di produzione canadese ha realizzato un documentario sulla teoria, che dedica ampio spazio alle ricerche di Edward Hooper e lo segue in uno dei suoi viaggi di ricerca in Congo.
Il documentario è stato trasmesso da televisioni nazionali canadesi, francesi, tedesche, svizzere e di molti altri paesi e in Canada ha vinto due premi oltre a far parte della rosa del Nominees 2004 dei prestigiosi Emmy Award.
Il documentario ha diffuso maggiormente la teoria al di fuori dell'ambito scientifico e diversi quotidiani hanno affrontato il caso.

## Confutazione della teoria
Durante i 12 anni (1992-2004) in cui il dibattito sulla teoria è stato molto acceso, sono state addotte diverse argomentazioni pro e contro l'ipotesi. Allo stato attuale la teoria viene ritenuta largamente confutata principalmente sulla base delle seguenti argomentazioni.

### Analisi dei vecchi vaccini
La teoria del vaccino antipolio proponeva che alcuni dei vaccini utilizzati nelle campagne di vaccinazioni effettuate nel Congo belga e nel Ruanda-Urundi fossero contaminati con l'SIV degli scimpanzé (SIVcpz) progenitore del virus HIV-1.
A fine aprile 2001 vennero pubblicati su Science e Nature gli articoli sui test dei vecchi campioni di vaccini Koprowski.
Due laboratori avevano analizzato i 5 campioni rinvenuti al Wistar Institute e i 3 campioni dei CDC, non rilevando tracce di SIV/HIV né di DNA mitocondriale degli scimpanzé.
Quest'ultimo dato era stato confermato da un ulteriore laboratorio.
I risultati confermavano la tesi di Koprowski che sosteneva che i suoi vaccini non fossero stati prodotti utilizzando scimpanzé, ma scimmie inferiori (indicate generalmente in inglese con il termine monkey, distinto dal termine apes riferito alla superfamiglia delle hominoidea, le scimmie antropomorfe).
Altri ricercatori invece avevano testato due vaccini CHAT ritrovati al National Institute for Biological Standards and Control di Hertfordshire (UK): anch'essi privi di evidenza sia di HIV/SIV sia di DNA di scimpanzé.
Questi non erano i primi test effettuati su vaccini CHAT, poiché già nel 1995, 5 campioni ritrovati al Karolinska Institute di Stoccolma si erano rivelati sieronegativi (i test erano stati suggeriti da Hamilton e Hooper).

### Analisi filogenetiche e datazione dell'origine basata su modelli di analisi molecolare
La teoria propone che il passaggio del progenitore dell'HIV-1 sia avvenuto durante le campagne di vaccinazione effettuate fra il 1957 e il 1960.
In previsione dell'incontro alla Royal Society e nei successivi anni, diversi laboratori di microbiologia (fra cui il Los Alamos National Laboratory) hanno effettuato confronti filogenetici e datazioni della sequenza "progenitrice" del gruppo principale dell'HIV-1 (HIV-1 Gruppo M) concludendo tutte che l'introduzione dell'HIV-1 nell'uomo è avvenuta nella prima metà del ventesimo secolo (1915-1941).
La conclusione di questi studi è che il salto di specie che ha effettuato il virus dallo scimpanzé all'uomo è avvenuto nella prima metà del ventesimo secolo, dunque prima delle vaccinazioni africane.
Nel 2008 questi risultati sono stati confermati da uno studio che ha confrontato le prime sequenze di RNA dell'HIV-1 ritrovati nell'uomo (rispettivamente nel 1959 e nel 1960), concludendo anch'esso che l'epidemia è cominciata fra il 1908 e il 1930.
Edward Hooper, ha contestato queste argomentazioni, ritenute irrilevanti nel confutare la teoria, oppure basate su modelli matematici con ampi margini di errore.

### Testimonianze dirette del Dr. Koprowski e altri collaboratori
Hooper ha sostenuto a più riprese, citando anche testimoni oculari dell'epoca, che il vaccino fosse stato prodotto (per lo meno amplificato) in Congo, con l'utilizzo di reni di scimpanzé.
A più riprese, Koprowski e Stanley Plotkin, all'epoca collaboratore di Koprowski e attuale consigliere della società farmaceutica Sanofi Pasteur, hanno spiegato che non esistono prove che il loro vaccino antipolio fosse stato prodotto localmente in Congo.
Allo stesso modo, anche Paul Osterrieth, che lavorava all'epoca nell'unità di Microbiologia del Laboratorio Provinciale di Stanleyville, ha rigettato l'ipotesi che nel suo laboratorio potesse esser stato prodotto vaccino antipolio utilizzando reni di scimpanzé.

## Campagna vaccinale in Africa
Le affermazioni contenute in questa ipotesi sulle origini dell'AIDS hanno dato un colpo d'arresto al programma di eradicazione mondiale della poliomielite che da anni vede impegnate OMS e ONU in campagne vaccinali di massa tramite somministrazione del vaccino orale di Sabin, ritenuto sicuro ed efficace da praticamente tutti gli organismi nazionali ed internazionali che si occupano di sanità pubblica. Se si riuscisse a raggiungere questo obiettivo di lungo termine, la poliomielite diventerebbe la seconda malattia infettiva dell'uomo dopo il vaiolo ad essere debellata in tutto il mondo e per la quale scomparirebbe la necessità di vaccinazione.
La teoria del vaccino orale antipolio sull'origine dell'AIDS riguarda solo l'origine storica dell'AIDS e ad essere chiamati in causa sono solo alcuni lotti contaminati del vaccino di Koprowsk degli anni 50, un vaccino che non era indicato né allora (la WHO aveva da poco "promosso" solo il vaccino di Sabin) né in seguito. Sebbene la sicurezza ed affidabilità dei vaccini attuali sia dunque accolta ampiamente dai sostenitori di questa teoria, riguardo al contenuto della ricerca sono comunque nati fraintendimenti che hanno giocato un ruolo nel recente fallimento dell'eradicazione della poliomielite in Nigeria.
Fino al 2003 si era ottenuta una drastica riduzione della diffusione della poliomielite in Africa con un numero limitato di casi in regioni isolate dell'ovest e casi sporadici nel resto del continente. Successivamente i nuovi casi di poliomielite sono aumentati in Nigeria e in diverse altre nazioni africane, fenomeno interpretato dagli epidemiologi come risultato del rifiuto da parte di alcune popolazioni della somministrazione del vaccino orale di Sabin ai bambini. I sospetti e le motivazioni addotte dalle popolazioni locali sono spesso incentrati sul timore che il vaccino possa indurre sterilità nelle adolescenti ipotesi che appare ampiamente immotivata; pare dunque che il clamore suscitato dall'ipotesi sulle origini storiche dell'AIDS abbia per lo più rinvigorito opinioni preesistenti ed irrazionali.
A partire dal 2003, le convinzioni sulla pericolosità del vaccino si sono diffuse tra alcuni componenti della comunità musulmana in Nigeria. Datti Ahmed, presidente del Supremo Consiglio Nigeriano per la Sharia, ha affermato:
Nel 2007 si sono verificati dei picchi epidemici di poliomielite in corrispondenza di aree a bassa copertura vaccinale in Pakistan, India e Bangladesh. A seguito delle massive campagne vaccinali intraprese in questi paesi, nel 2011 si è registrato il minimo storico di casi di polio nel mondo e l'eradicazione completa in India.